# گوهرخان سلطان (دختر احمد یکم)
گوهرخان سلطان، (تولد ۱۶۰۸ استانبول– درگذشت ۱۶۶۲ استانبول) دختر احمد یکم از همسرش ماه‌پیکر سلطان، هم‌چنین خواهر عثمان دوم، مراد چهارم، ابراهیم یکم بود.

## زندگی‌نامه
گوهرخان در سال ۱۶۰۵ یا ۱۶۰۸ در استانبول متولد شد و احمد او را به افتخار عمه بزرگ خود گوهرخان نامید. مادرش ماه‌پیکر سلطان بود. 
گوهرخان در سال ۱۶۰۹ نامزد دریاسالار آغوز قره محمد پاشا شد. در تابستان ۱۶۱۲، گوهرخان، طبق خواسته پدرش، با اوکوز کارا محمد پاشا ازدواج کرد. در همان زمان خواهر بزرگترش عایشه سلطان با ناسوح پاشا وزیر اعظم ازدواج کرد. عروسی دو شاهزاده خانم در کاخ قدیم برگزار شد، کاخ ابراهیم پاشا به عنوان اقامتگاه به این زوج داده شد. محمد پاشا از سال ۱۶۱۴ تا ۱۶۱۶ به عنوان وزیراعظم در زمان احمد یکم و برای چند ماه در سال ۱۶۱۹ در زمان عثمان دوم خدمت کرد. پس از برکناری دوم از این مقام، در حدود سال ۱۶۲۲ در حلب درگذشت. گوهرخان با او صاحب پسری شد که در سال ۱۶۲۳ به دنیا آمد.   
گوهرخان سلطان، در دوران سلطنت برادرش، مراد چهارم، در سال ۱۶۲۴ با توپال رجب پاشا ازدواج کرد، رجب پاشا در سال ۱۶۳۲ به عنوان وزیر اعظم زیر نظر برادرش مراد چهارم خدمت کرد. او با رجب پاشا صاحب دختری به نام صفیه خانم سلطان (۱۶۳۰ - ۱۶۸۲) شد که در سال ۱۶۴۴ با اباضه سیاوش پاشا ازدواج کرد. پس از اعدام رجب پاشا در سال ۱۶۳۳ با کانبور مصطفی پاشا ازدواج کرد.    
گوهرخان در سال ۱۶۶۲ فوت شد و در آرامگاه پدرش احمد یکم در مسجد آبی دفن شد، پس از مرگ وی مصطفی پاشا باخواهر بزرگتر همسرش، فاطمه سلطان ازدواج کرد.